# Глизе 783
Глизе 783 (лат. Gliese 783) — двойная звезда в созвездии Стрельца. Находится на расстоянии около 19,87 светового года от Солнца.

## Характеристики
Двойственный характер Глизе 783 был открыт ещё в XIX веке английским астрономом Джоном Гершелем, сыном Уильяма Гершеля. Впоследствии звезда неоднократно являлась объектом тщательного изучения, ей посвящено множество работ. Компоненты в системе Глизе 783 представляют собой старые тусклые звёзды главной последовательности возрастом около 10 миллиардов лет. Они вращаются вокруг общего центра масс на расстоянии 43 а. е. (7,1"), что равняется среднему расстоянию от Солнца до Плутона. Обе компоненты имеют оптических компаньонов, гравитационно, однако, никак не связанных с ними: Глизе 783.1 и Глизе 783.2, которые, в свою очередь, тоже являются двойными звёздами.
Согласно астрометрическим вычислениям, система Глизе 783 движется по направлению к Солнечной системе со скоростью 140 км/с. Таким образом, через 40 тысяч лет расстояние до неё от нас будет составлять 6,7 световых лет, а яркость звезды возрастёт на несколько порядков.

### Глизе 783 A
Главная компонента относится к классу оранжевых карликов, её масса приблизительно равна 82 % массы Солнца, а диаметр и светимость составляют 71 % и 23 % солнечных соответственно.

### Глизе 783 B
Компонента В представляет собой тусклый красный карлик с массой и диаметром в 20 % и 28 % солнечных соответственно. Светимость звезды ничтожно мала: всего 0,000077 солнечной светимости.

## Ближайшее окружение звезды
Следующие звёздные системы находятся на расстоянии в пределах 10 световых лет от системы Глизе 783:
| Звезда       | Спектральный класс | Расстояние, св. лет |
| L 347-14     | M4,5 V             | 4,5                 |
| Глизе 832    | M1,5 V             | 7,1                 |
| HIP 103039   | ?                  | 7,2                 |
| Лакайль 8760 | K7-M2 Ve           | 7,8                 |
| HR 7722      | K0-3 V             | 9,8                 |
| CD-44 11909  | M3,5-5 V           | 10,0                |